# Toreador Resources
Toreador Resources ou Toreador Resources Corporation parfois simplement nommé « Toreador » est une société privée d’exploration et de production pétrolière, de droit américain, cotée sur le Nasdaq (Nasdaq:TRGL) à la bourse de New York. 
Son siège a été récemment déplacé à Paris avant que soit annoncé un retour aux États-Unis (à l'occasion de sa fusion (en 2011) avec le groupe texan «  ZaZa Energy ») (retour qui ne semble pas avoir eu lieu ?).
En 2011, le PDG est un Américain : Craig McKenzie.
Ce groupe est aujourd'hui actif en France, à parts égales avec son partenaire Hess Oil France avec lequel il se propose d'exploiter les pétroles et gaz de schiste de la région parisienne, sans fracturation hydraulique (cette méthode étant interdite en France), mais elle pourrait se recentrer sur les États-Unis dans le cadre d'une fusion (minoritaire) avec le groupe américain ZaZa. 
Toreador était en 2011 le plus grand détenteur de permis du Bassin parisien (avec environ 1 million d'hectares selon l'entreprise) et produisait déjà environ 880 barils de pétrole (pétrole conventionnel par jour pour une production cumulée d'environ 34 millions de barils.

## Activités
Toreador, qui exploite des champs pétroliers en France (Seine-et- Marne, Yonne et Loiret) depuis plus de quinze ans, projetait en 2010, de lancer au 3e trimestre une exploration via 3 puits du gisement en pétrole de schiste dans les couches du Lias (Jurassique inférieur) du bassin parisien, une couche assez semblable à la formation de Bakken du bassin de Williston où les schistes bitumineux contiennent également une zone calcaire. Onze puits d'exploration ont été forés dans cette zone depuis les années 1950, dont 6 ont produit un peu de pétrole.
La production diminue et « l'action de la Société s'échange à son cours le plus bas depuis douze mois » , ce qui motive le conseil d'administration à lancer un Plan de droits pour ses actionnaires visant à leur assurer un traitement équitable si « une personne, en ce compris les entités qui lui sont liées, aura acquis 10 % ou plus de la totalité des actions émises par la Société », de manière à éviter une éventuelle « tentative de prise de contrôle rampante de la Société par une personne ou un groupe de personnes au moyen de ramassage de titres ou par toute autre démarche ». 
En juillet 2011, le PDG précise au nom de son groupe que pour l'ensemble des permis français, il « ne prévoit pas l'utilisation de la fracturation hydraulique. Nous confirmons que nous ne mettrons pas en œuvre cette technique sur nos permis. Nous communiquerons en temps voulu aux autorités françaises les documents et confirmations appropriés à cet égard ».
Le groupe a annoncé en aout 2011 un recentrage sur les États-Unis en fusionnant avec l'américain Zaza Energy. 

## Histoire
Cette société a été créée à Dallas au Texas il y a plus de cinquante ans. 
Elle s'est peu à peu développée dans le domaine pétrolier et gazier aux États-Unis, en France (actif dans le bassin parisien notamment ; en concurrence avec Eurenergy Resources Corp.), en Turquie, (dont dans une coentreprise avec TPAO ; Turkish national oil company, et/ou en partenariat avec Stratic Energy Corporation), en Hongrie, en Roumanie et à Trinidad et Tobago.
En 2001, elle cherchait à diversifier ses activités hors des États-Unis.
La société Toreador devient par fusion ZaZa Energy pour mettre en commun un  portefeuille de trois grands actifs de base (1 700 km2 au total) :
- le gisement d'Eagle Ford (exploité avec l'aide du groupe Hess)[10]
- le gisement Eagle Ford Woodbine au Texas[10],
- les gisements potentiels du bassin parisien en France (exploité avec l'aide du groupe Hess)[10]

La fusion pourrait avoir résulté d'un changement stratégique de direction faisant suite aux déboires rencontrés par Toreador et son partenaire Hess Corporation en France X[réf. nécessaire] et au débat intense qui s’est développé sur l’exploration et l’exploitation des gaz de schiste dans ce pays et d'autres, en particulier à propos du recours à la technique dite de la fracturation hydraulique.
À cette occasion, le siège unique de l'entreprise et annoncé à Houston au Texas, avec des bureaux à Corpus Christi) (Texas) et à Paris.

## Gouvernance et direction de l'entreprise
Un accord de rapprochement a été signé par Toreador et le groupe Zaza Energy, LLC le 9 août 2011. 
Cet accord stipulait que Craig McKenzie devait être nommé président-directeur général de la nouvelle société et ZaZa pouvait nommer sept membres et Toreador deux membres au conseil d'administration de la nouvelle société (qui conserverait toutefois le nom de ZaZa).

## Données financières et boursières
- Libellé : TOREADOR RESOURCES
- ISIN : US8910501068
- Code Euronext : US8910501068
- Mnémonique : TOR

Mi-2011, les résultats du deuxième trimestre montrent une dégradation de la situation économique de l'entreprise (perte de 3,3 Millions, alors que le gain avait été de 6,3 M$ à la même période l'année précédente. Dans le même temps, le chiffre d'affaires avait été divisé par deux, passant de 20,9 M$ au deuxième trimestre 2010 à 10,4 M$ l'année suivante (8,8 M$ issus de la vente des produits pétroliers extraits sur la période et 1,5 M$ d'« autres revenus opérationnels »). Le groupe explique ce recul par une augmentation des coûts de production qui serait notamment due aux couts d'audits environnementaux (coûts de production : 3,5 M$, ou 45,19$ par baril au deuxième trimestre 2011, contre 3,1 M$ ou 38,21$ par baril extrait du sous-sol, pour la même période en 2010. Les coûts de productions incluent également une variation de stock de 0,1 Million. 

Au second trimestre 2010 Le résultat d'exploitation était de contre 14 M$ et il serait tombé à 1 M$ mi-2011, avec une production des  premiers six mois (de 2011) de 156,000 barils (soit un recul de 3 % par rapport à 2010).
Les actions Toreador Resources Corp (dont le code ISIN était US8910501068) ont été radiées du « Compartiment Professionnel » d'Euronext Paris le 14/11/2011 (après accord du conseil d'administration de l'opérateur boursier), et radiés d'Euroclear France le 21 novembre 2011,  moins d'un an après son entrée dans Euronext et le marché boursier de Paris le 17 décembre 2010. Ceci ne devait pas affecter les actionnaires ayant des actions cotées sur le Nasdaq, qui ont bénéficié d'une procédure d'offre de cession faite ouverte par Toreador.
En 2011, la capitalisation boursière de la nouvelle société annoncée pour la fin d'année pour environ 294 Millions de Dollars. La transaction était annoncée en titres et en numéraire (« . Les actionnaires de ZaZa recevront 76,2 millions d'actions, représentant environ 75 % de la nouvelle société, rebaptisée « ZaZa Energy Corporation », ainsi qu'un bon de trésorerie de 50 M$. Les actionnaires de Toreador recevront 25,4 millions d'actions, représentant environ 25 %. La transaction a été approuvée à l'unanimité par le conseil d'administration de Toreador ». Le symbole annoncé pour le NASDAQ était ZAZA.